# Musée de Badalone
Le musée de Badalone (en catalan : Museu de Badalona) est le musée municipal de la ville de Badalone, en Catalogne. Il est notamment connu pour sa collection archéologique.

## Historique

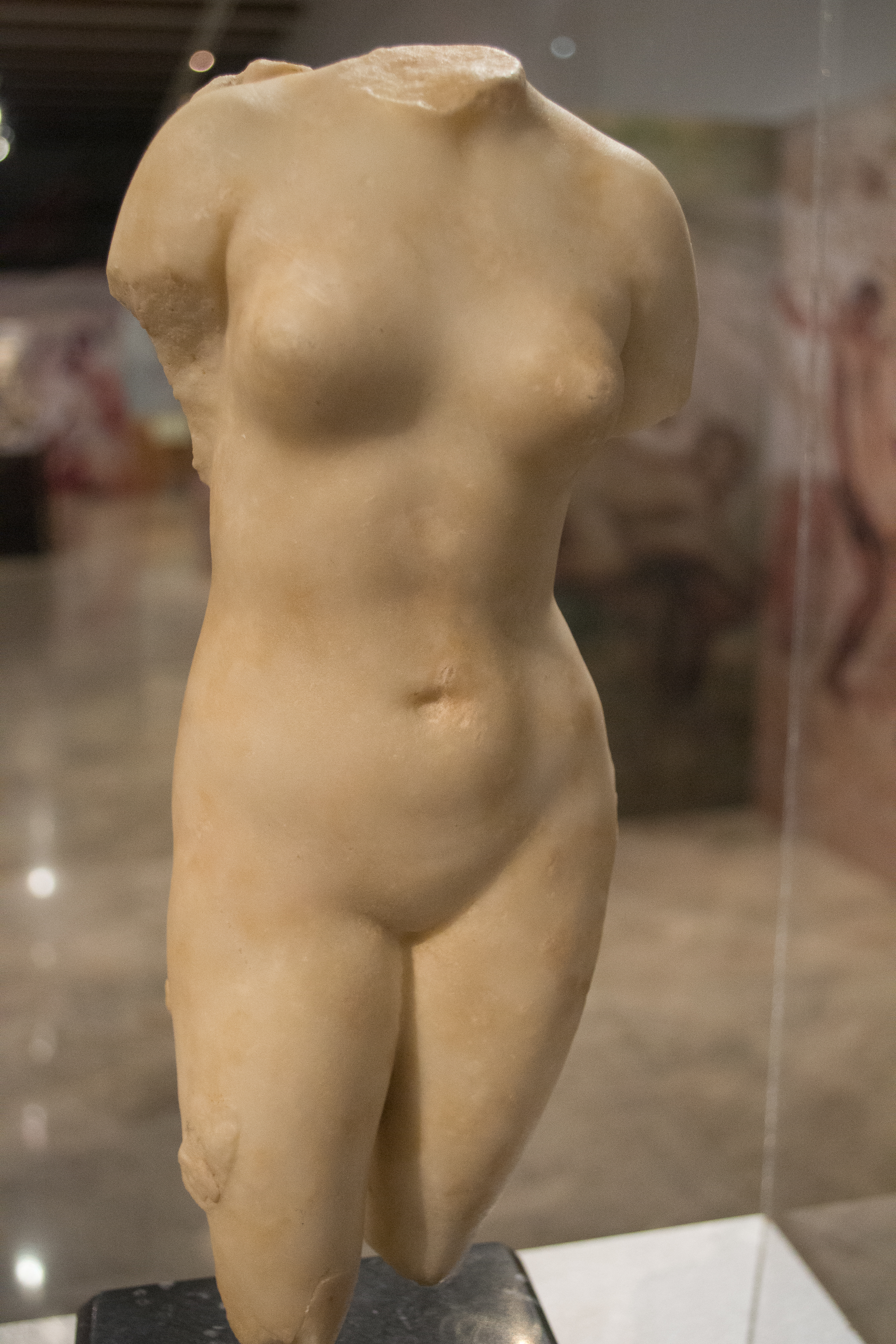
La Vénus de Badalone.

Le musée est créé en 1955 à la suite de la découverte de vestiges de thermes romains par l'archéologue Josep Cuyàs i Tolosa, sur le site de l'ancienne Baetulo. 
L'édifice destiné à protéger les vestiges est inauguré en 1966. La direction est confiée à l'archéologue et historienne Pepita Padrós i Martí jusqu'à sa retraite en 2018.

## Collections
Le musée abrite notamment la célèbre Vénus de Badalone, retrouvée lors des fouilles archéologiques du Clos de la Torre en 1934 sous la Seconde République.